# Марсель Лепан
Марсель Лепан (фр. Marcel Lepan, 14 вересня 1909 — 10 березня 1953) — французький академічний веслувальник, срібний призер літніх Олімпійських ігор 1924 року.